# Karl Gstöttenbauer
Karl Gstöttenbauer (* 18. Juni 1902 in Wien; † 20. März 1947 in Salzburg) war ein österreichischer Funktionär des Nationalsozialismus und Führer bei der Sturmabteilung (SA).

## Leben
Karl Gstöttenbauer besuchte eine Volks- und Realschule und machte eine Banklehre. Auf dem zweiten Bildungsweg legte er das Abitur ab und absolvierte ein Studium an der Hochschule für Welthandel, wo er 1933 promoviert wurde. Seinen Lebensunterhalt bestritt er als Beamter im Bereich Verkehrswesen beim Verwaltungsdienst der Stadt Wien.
Bereits Ende der 1920er Jahre betätigte er sich antisemitisch. Zum 15. Mai 1933 trat er der NSDAP bei (Mitgliedsnummer 1.622.750) und wurde im Herbst 1934 Mitglied der SA, bei der er Ende Januar 1939 bis zum SA-Oberführer aufstieg. Nach dem Anschluss Österreichs war er Stabsleiter des Wiener Bürgermeisters Hermann Neubacher. Zudem wurde er in Wien Inspekteur der Schrott- und Metallerfassung und im April 1940 Inspekteur für die gewerbliche Wirtschaft.
Während des Zweiten Weltkrieges leitete er im deutsch besetzten Polen von Anfang März 1941 bis Ende Oktober 1943 als Regierungsdirektor das Personalamt in der Regierung des Generalgouvernements. Anschließend war er unter dem Sonderbevollmächtigten des Auswärtigen Amtes für den Südosten Hermann Neubacher als Beauftragter für wirtschaftliche Fragen im deutsch besetzten Albanien tätig.

## Schrift
- Die Verkehrserschliessung Oesterreichs mit besonderer Berücksichtigung des Burgenlandes. Eine verkehrsgeographische Untersuchung. Dissertation an der Hochschule für Welthandel, Wien 1933.